# Граничар (област Бургас)
 За другото българско село вижте Граничар (Област Добрич).  
Граничар е село в Югоизточна България. То се намира в община Средец, област Бургас.

## География
Село Граничар се намира в югозападната част на община Средец, в планински район – на 2,5 км от турската граница, на 35 km от общинския център Средец и на 66 km от областния център Бургас. Селото е разположено на около 340-350 м надморска височина. Съседни на него села са: на изток – село Евренозово; на запад – с. Белеврен и с. Кирово; на север – с. Тракийци и с. Близнак.
Релеф
Релефът е пресечен, но проходим. Най-високата точка е връх Батак чешме (508 м).
Климат
Климатът на селото е преходно средиземноморски. Средногодишната амплитуда е около 22 градуса. Снежните дни са около 26. Въздухът в района на селото е чист, свеж, приятен за дишане и не отстъпва на района на Сандански.
Води
Водоизточници на селото са реките Белевренска и Наша река, а също така и потоците Хаджи дере, Кьомурлука, Козели бунар, Кълна бунар, Чардак баирски дол, Костов дол и Пиячкин дол. Всички тези потоци се вливат в река Факийска (която носи името на село Факия, недалеч от село Граничар).
Животински свят
дива свиня, сърна, заек, лисица, вълци, язовец, таралеж, дива котка, чакал.
Птици
лястовици, врабчета, врани, гълъби, чучулиги, орли, соколи,кълвач, щъркели (обикновено са бели, но се срещат и черни), др.
Влечуги
пепелянка, усойница, гущери, смоци и костенурки.
Риби
пъстърва, мряна, речен кефал.

## История
Старото име на селото е Тикенджа. Жителите вземат участие в Илинденско-Преображенското въстание 1903 г. Селото е било пункт за подпомагане на революционното движение в Одринско. По време на Септемврийското въстание през 1923 година фелдфебел Тодор Ташев началник
на граничния пост установява народна власт в село Граничар.

## Население

### Етнически състав
Преброяване на населението през 2011 г.
Численост и дял на етническите групи според преброяването на населението през 2011 г.:
|                     | Численост |
| Общо                | 8         |
| Българи             | 8         |
| Турци               | -         |
| Цигани              | -         |
| Други               | -         |
| Не се самоопределят | -         |
| Неотговорили        | -         |

## Религии
В селото се изповядва само източноправославната религия.
В миналото населението на Граничар не е било запознато с християнството като теория, защото никой не е чел Библията, а десетте Божи заповеди мъжете са ги научавали в казармата. Християнските изисквания обаче са се знаели добре – че, който лъже, краде и убива, ще иде в ада и т.н. Религиозността на хората в селото по време на османската власт не е била особено висока, след войните бързо спада, а след 1944 г. почти не остават религиозни хора. Местните са се обръщали към Бог предимно, когато изпаднат в много тежко положение. Но религиозността на населението в селото се е изразявала не толкова в ходене на църква, в кръстенето и др., а по-скоро като поверия и суеверия. Дори, въпреки омразата си към мохамеданската религия, някои болни от старото население на селото са носели муски от ходжа.

## Обществени институции
Кметско наместничество.

## Културни и природни забележителности
Селото е с чиста и автентична природа. В околностите на селото са намирани артефакти от траките. С.Граничар е едно от малкото селища в България, където се намират долмени. Те датират от второто и първото хилядолетие пр. Хр.) най-вероятно от 18 – 19 век пр.н.е.

## Редовни събития
Панаир всяка последна събота на месец август.

## Личности
- Желю Димитров – инициатор и реализатор на книги за селото – „Село Граничар“, „Народни песни създадени в село Граничар“

## Други
Жилища
До началото 20 век жителите на селото са ползвали къщи, останали от юруците, направени от колове пръти и пръст. Не е имало тавани под покривите, а подът е правен от трамбована глина, която периодично е била измазвана с нова глина, смесена с оборски тор.
След 1920 г. започва строене на нов тип къщи на два етажа. Приземният етаж е служел за обор на добитъка и склад за жито, а горният етаж е бил за живеене. Стаите за живеене са били обикновено две – едната е била антре, а другата е служела за хамбар на дрехи и храна. Тези къщи са имали таван, а покривът е бил покрит с керемиди. Имали са също така стъклени прозорци, основи от камък и стени от ръчно дялани дъски или тухли.
Традиционно облекло
Облеклото на мъжете и жените в селото е рупско, както и облеклото в съседните села Близнак и Варовник. В другите села около Граничар обаче са различни – те са били тронско и загорско.
Мъжкото облекло – потури; веленче (елече); салтамарка; пояс (близо 2 метра, навит около кръста); калпак от овча кожа; риза (дълга до коляното); цървули от кожа на домашно животно или гума; навуща обвити по краката до коляно, стегнати от сукари направени от козина. В студено време са носели ямурлук, а обуща от гьон са носели по-младите по време на празник.
Женското облекло – два чумка (долният – дълъг до петите, а горният – до кръста); пояс около кръста (за младите – зелен или червен, а за старите – черен); вълнена престилка; забрадка – за младите бяла, за старите – черна; риза дълга до прасците; вълнени чорапи; обеци, наниз от пари на шията (в празнични дни). За работа са обували цървули от кожа и гума.